# Cyathocalyx martabanicus
Cyathocalyx martabanicus là loài thực vật có hoa thuộc họ Na. Loài này được Joseph Dalton Hooker và Thomas Thomson mô tả khoa học đầu tiên năm 1872.

## Phân bố
Có tại Myanmar và Lào.